# Amblans-et-Velotte
Amblans-et-Velotte è un comune francese di 386 abitanti situato nel dipartimento dell'Alta Saona nella regione della Borgogna-Franca Contea.

## Società

### Evoluzione demografica
Abitanti censiti